# Kwon Ki-ok
Kwon Ki-ok (Pionyang, 11 de enero de 1901-Seúl, 19 de abril de 1988) fue la primera aviadora coreana, y también la primera aviadora de China.

## Biografía
Kwon nació en la aldea Sangsugu de Pionyang, siendo la hija menor de Gwon Don-gak y Jang Mun-myeong. Asistió a la Escuela Sunghyeon de Pionyang, de la cual se graduó en 1918. Ella encontró su pasión por volar en el año 1917, cuando asistió a una exhibición del piloto acrobático estadounidense Art Smith.
Al año siguiente, ella participó en el Movimiento Primero de Marzo por lo cual se vio obligada a pasar tres semanas en la cárcel. Después de su liberación, ella ayudó con actividades de recaudación de fondos para la Asociación de Mujeres Patrióticas de Corea, por esto, la ocupación japonesa volvió a encarcelarla, esta vez por seis meses. Tras su liberación, se exilió en China. Se instaló en la ciudad de Hangzhou, donde estudiaría en la Escuela para Mujeres de Hongdao, liderada por la estadounidense Ellen Peterson. Se enroló en un curso de cuatro años para aprender chino e inglés, el cual lo completaría en tan solo dos años.
En 1923, se unió a la Fuerza Aérea de la República de China tras ser recomendada por el Gobierno provisional de la República de Corea, estudió pilotaje en la provincia de Yunnan, de la cual se graduó en 1925, siendo la única mujer de la promoción.
Tras la graduación, estuvo acuartelada en Pekín, pero en 1927 fue trasladada a Nankín. En 1940 alcanzó el rango de Teniente coronel.
En 1940, con el fin de la Segunda Guerra Mundial y la recién adquirida independencia coreana. Kwon regresó a Corea, donde su rol fue clave para la creación de la Fuerza Aérea de la República de Corea. Durante la Guerra de Corea, Kwon fue miembro del Ministerio de Defensa de Corea del Sur. Tras el fin de la guerra se retiró de la función pública, fue vicepresidenta de la Asociación Cultural Chino-Coreana desde 1966 hasta 1975. Recibió varios reconocimientos por su trabajo, incluyendo una condecoración presidencial en 1968 y la Orden de mérito para la Fundación Nacional por parte de Corea del Sur.
Falleció el 19 de abril de 1988, sus restos se encuentran en el Cementerio nacional de Seúl.

## Legado
En agosto de 2003, Kwon fue seleccionada como "Activista por la Independencia del Mes" por el Ministerio de Asuntos de los Patriotas y Veteranos de Corea del Sur.
En 2005, se estrenó la película Blue Swallow, un docudrama sobre la vida de Park Kyung-won, que fue la primera aviadora civil de Corea. La película se promocionaba como "la película sobre la primera aviadora coreana". Tras un largo debate, se reconoció a Kwon como la primera aviadora coreana, por la cual el distribuidor se vio obligado a cambiar su campaña de marketing.